# M104 SPH
M104 Self-propelled Howitzer – amerykańska haubica samobieżna wprowadzona do uzbrojenia w 1962 roku.
M104 było pojazdem nieopancerzonym. W tylnej części nadwozia umieszczona była haubica kalibru 105 mm. Mała masa wymusiła zastosowanie opuszczanego lemiesza stabilizującego działo podczas strzelania. Maksymalna donośność pocisków wystrzelonych przez haubice była równa 10 km.